# Thomas Hollocombe
Thomas Hollocombe fue un diplomático británico del siglo XIX.

## Biografía
Thomas Hollocombe nació el 10 de junio de 1833 en Falmouth, Cornualles, Inglaterra, hijo de William Hollocombe y de Anne Allen.
En 1851 se desempeñaba como vicecónsul en Río de Janeiro y seguía cumpliendo esas funciones cuando en junio de 1862 estalló la llamada Cuestión Christie, grave conflicto que llevó a la ruptura de relaciones diplomáticas entre el Imperio de Brasil y Gran Bretaña.
Durante dicha crisis debió encarar las primeras acciones diplomáticas ante la ausencia temporal del cónsul británico William Dougal Christie.
Hollocombe murió el 3 de septiembre de 1878 en Falmouth.